# Ruth Weckenmann
Ruth Weckenmann (* 3. Juni 1959 in Stuttgart) ist eine Politikerin der SPD und war von 2001 bis 2006 Mitglied des Landtags von Baden-Württemberg.

## Leben
Weckenmann absolvierte das Abitur in Stuttgart. Anschließend studierte sie an der Universität von Konstanz Verwaltungswissenschaften. Dort wurde sie Stipendiatin der Hans-Böckler-Stiftung.
Von 1987 bis 1998 war sie beim DGB beschäftigt, zuletzt als stellvertretende Landesvorsitzende von Baden-Württemberg für die Bereiche Arbeitsmarkt, Frauen- und Familienpolitik, Altersicherungsfragen und Medienpolitik zuständig. Sie besuchte nach der Geburt ihres Sohnes die Führungsakademie des Landes Baden-Württemberg. In ihrem Abschlussprojekt erarbeitete sie Vorschläge zur Teilung von Führungspositionen in der Landesverwaltung.
Von 1999 bis 2001 arbeitete sie bei der Bundesagentur für Arbeit Baden-Württemberg als Leiterin der Stabsstelle für Arbeitsmarkt und Frauenpolitik. Nach ihrer Mitgliedschaft im Landtag arbeitet sie als Leiterin des Stabes Chancengleichheit am Arbeitsmarkt bei der Regionaldirektion Baden-Württemberg der Bundesagentur für Arbeit. 
Ruth Weckenmann ist verheiratet.

## Politischer Werdegang
1988 trat sie in die SPD ein. 1995 bis 1999 war sie im Mitglied im SPD-Landesvorstand und im SPD-Präsidium Baden-Württemberg. Bei der Landtagswahl 2001 wurde sie über ein Zweitmandat im Wahlkreis Stuttgart II in den Landtag gewählt, sie hatte einen Sitz im Wirtschaftsausschuss und einen im Ständigen Ausschuss. Sie war von 2011 bis 2006 beschäftigungspolitische Sprecherin der SPD-Landtagsfraktion. Im Fraktionsarbeitskreis Wirtschaftspolitik war sie zuständig für die Beschäftigungspolitik. Im SPD-Fraktionsarbeitskreis für Recht und Verfassung war sie zuständig für Schuldnerberatung und Medienpolitik. Bei der Landtagswahl 2006 verfehlte sie den Einzug ins Parlament. Bei der Landtagswahl 2011 kandidierte sie im Wahlkreis Stuttgart III, verfehlte jedoch erneut ein Mandat.

## Ehrenamt
Ehrenamtlich arbeitet sie als Rundfunkrätin beim SWR, als Vorsitzende des Hörfunkausschusses, als Vorstandsmitglied der Stiftung Zeit für Menschen (Samariterstiftung), als Kuratoriumsmitglied der Evangelischen Heimstiftung, als Vorstandsmitglied der AWO Stuttgart, sowie als Mitglied des Kuratoriums Bad Boll.

## Ehrungen
- 2011: Verdienstkreuz am Bande der Bundesrepublik Deutschland[1]

## Belege
1. 1 2 3 4  S. P. D. Stuttgart: Ruth Weckenmann für Bundesverdienstkreuz vorgeschlagen - SPD Stuttgart. Abgerufen am 21. Mai 2022.

| Personendaten    | Personendaten                   |
| ---------------- | ------------------------------- |
| NAME             | Weckenmann, Ruth                |
| KURZBESCHREIBUNG | deutsche Politikerin (SPD), MdL |
| GEBURTSDATUM     | 3. Juni 1959                    |
| GEBURTSORT       | Stuttgart                       |